# Santa Clara, Huitiupán
Santa Clara är en ort i Mexiko.   Den ligger i kommunen Huitiupán och delstaten Chiapas, i den sydöstra delen av landet, 700 km öster om huvudstaden Mexico City. Santa Clara ligger 585 meter över havet och antalet invånare är 188.
Terrängen runt Santa Clara är kuperad söderut, men norrut är den bergig. Terrängen runt Santa Clara sluttar österut. Runt Santa Clara är det ganska tätbefolkat, med 104 invånare per kvadratkilometer. Närmaste större samhälle är Simojovel de Allende, 6,1 km söder om Santa Clara. Omgivningarna runt Santa Clara är en mosaik av jordbruksmark och naturlig växtlighet.